# Peter Pieper

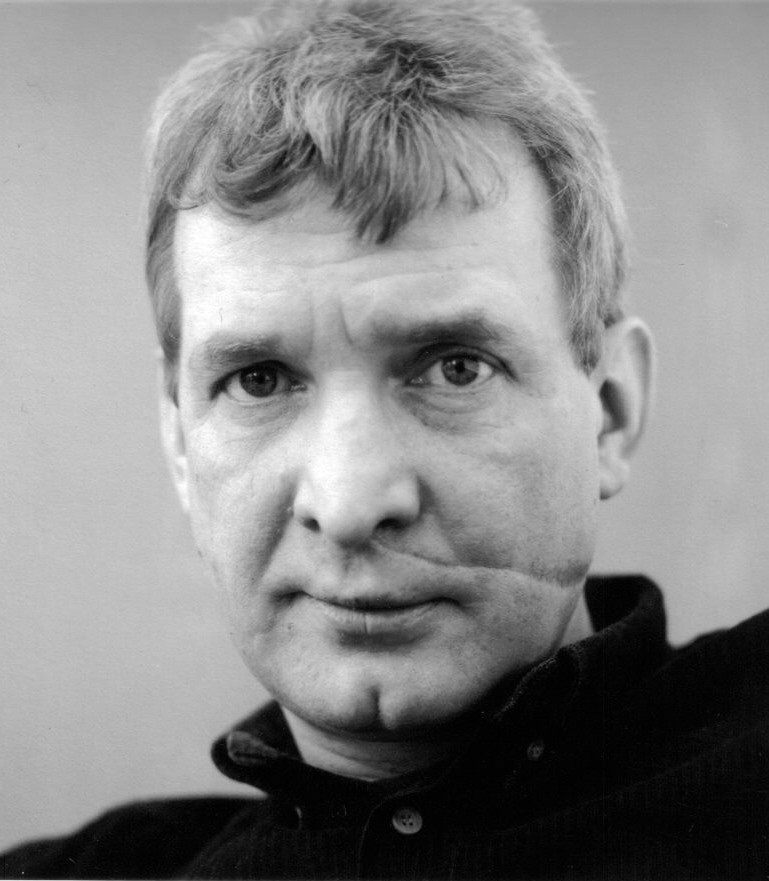
Peter Pieper (2002)

Peter Pieper (* 16. April 1953 in Bochum) ist ein deutscher Prähistoriker, Runologe und forensischer Archäologe.

## Leben
Pieper besuchte das Vinzenz-Pallotti-Internat in Rheinbach und das Staatliche Gymnasium Bochum. Nach dem Abitur 1972 leistete er zwei Jahre Zivildienst am St. Elisabeth-Hospital in Bochum. Ab 1974 studierte er an der Ruhr-Universität Bochum Klassische Archäologie, Ur- und Frühgeschichte, Alte Geschichte und Kunstgeschichte. Nach drei Semestern wechselte er an die Georg-August-Universität Göttingen. Im Hauptfach studierte er Vor- und Frühgeschichte während er im Nebenfach Klassische Archäologie Ägyptologie, Vorderasiatische Archäologie und Kunstgeschichte studierte. Seine Doktorarbeit schrieb er bei Renate Rolle. 1987 wurde er zum Dr. phil. promoviert. Danach war er in Braunschweig zwei Jahre Grabungsleiter beim Niedersächsischen Landesamt für Denkmalpflege. Am 1. Mai 1990 ging er zu Wolfgang Bonte an die Universität Düsseldorf, wo er als Experte für archäologische Fälschungen, forensische Osteologie, Taphonomie und Paläografie am Institut für Rechtsmedizin im Universitätsklinikum Düsseldorf arbeitete. 1993 gehörte er zu den Ausrichtern vom Weltkongress der International Association of Forensic Sciences (IAFS). Ihm gelang die Rekonstruktion der Wunde im Fall Wolfgang Grams (GSG-9-Einsatz in Bad Kleinen).

## Arbeitsgebiete

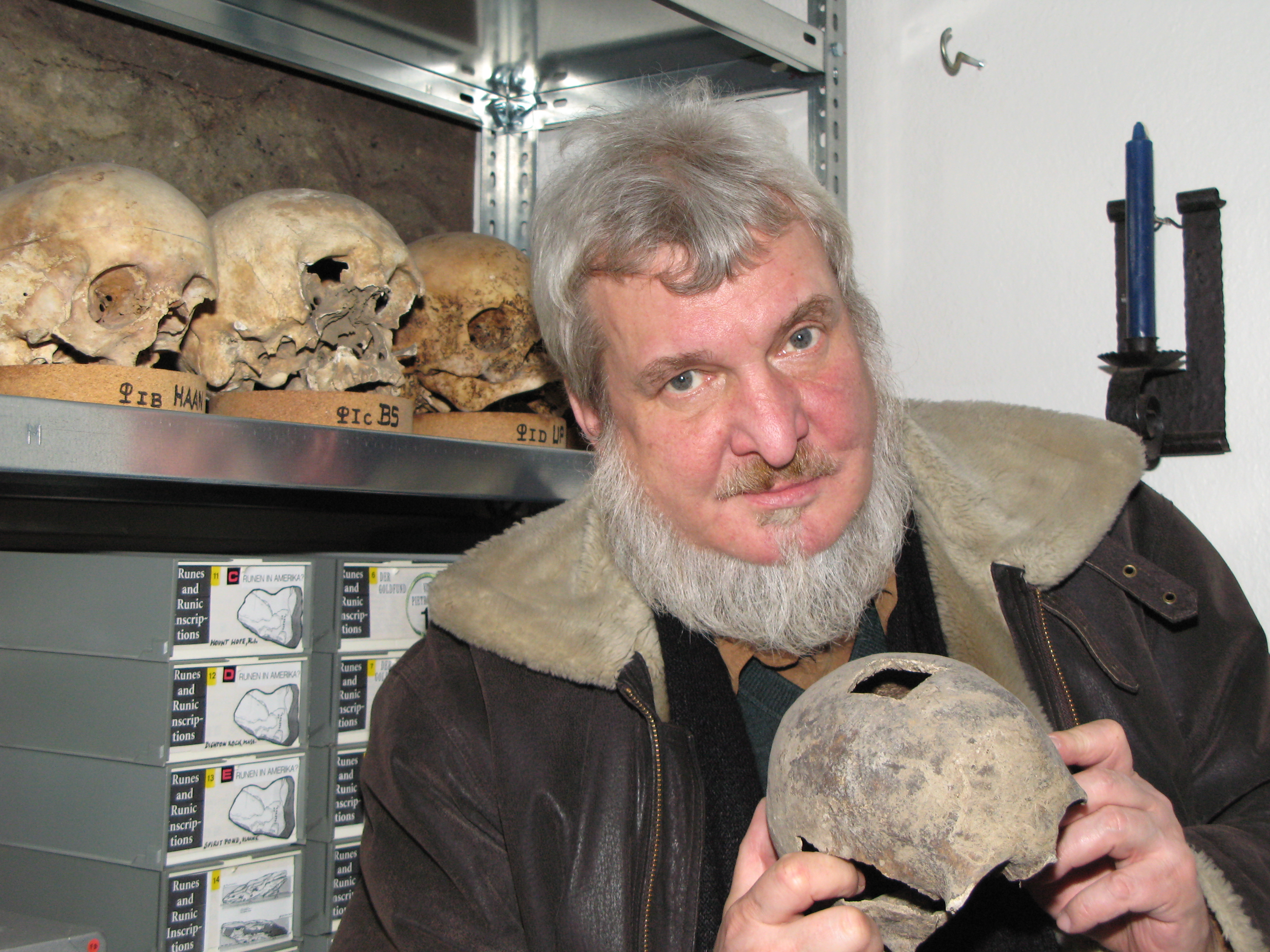
Pieper bei der Arbeit (2012)

Piepers wissenschaftliches Interesse gilt besonders der Paläoanthropologie und der Paläopathologie (vor allem der Osteologie), der Runologie und Daktyloskopie, der experimentellen Archäologie (Bearbeitung und Gravuren z. B. von Knochen) und der Materialkunde.
Als weltweit erster forensischer Archäologe ist Pieper auch an der Aufklärung von Straftaten beteiligt, die teilweise lange zurückliegen. Dieses interdisziplinäre Arbeitsfeld der Forensik wurde nicht zuletzt durch die Aufhebung der Verjährung für Mord durch die Änderung des § 78 Absatz 2 StGB im Jahre 1979 neu erschlossen, weil seither jedes Tötungsdelikt zu ermitteln ist. Seit Jahren untersucht Pieper nageldurchbohrte Schädel Hingerichteter sowie Leibzeichen, mumifizierte Hände von Opfern mittelalterlicher und frühneuzeitlicher Tötungsdelikte. Er bewies einen jahrelang ungeklärten Säuglingsmord und befasste sich mit Betrug und Fälschung in der Wissenschaft. Darüber hinaus ist er ein anerkannter Spezialist für Moorleichen.
An germanischen Holzschwertern wies er nach, dass der römische Feldherr Germanicus auf seinem sogenannten Rachefeldzug im Jahre 15 n. Chr. an den Ort der Varusschlacht zurückgekehrt war. Er identifizierte Soldaten der United States Air Force, die mit ihrem Bomber 1944 bei Nienburg/Weser abgeschossen worden waren. Er untersuchte mehrere Moorleichen aus dem Oldenburger Landesmuseum für Natur und Mensch und dem Niedersächsischen Landesmuseum Hannover. Darunter waren der Junge von Kayhausen, der Mann aus Jührdenerfeld, das Mädchen aus dem Bareler Moor, der Mann von Husbäke 1931, der Mann von Husbäke 1936 und der Mann von Neu-England. Untersucht hat Pieper auch das Skelett von Otto von Linn.
Seit Jahrzehnten arbeitet Pieper mit dem weltweit führenden Göttinger Runologen Klaus Düwel zusammen. Die beiden autopsierten viele Alt- und Neufunde gemeinsam. Anders als die Weser-Runenknochen erwiesen sich die in Deventer gefundenen Runen als Fälschungen mit nationalsozialistischem Hintergrund. Piepers wohl bedeutsamste Leistung war die Entschlüsselung der nach ihm benannten Spiegelrunen auf den Bestattungsurnen von Spong Hill in Norfolk, England; als mirrored runes wurden sie in die englische Sprache übernommen. Pieper beschrieb auch die Mikrorunen, die kleinsten bisher bekannten Runeninschriften.

## Fechtmeister
Im Corps Neoborussia-Berlin zu Bochum (1974) zeichnete er sich als Subsenior und Consenior aus. Im Göttinger Corps Teutonia-Hercynia (1975) konnte er den Consenior zweimal klammern. Aus seinen Mensuren trug er einen deutlich sichtbaren Schmiss auf der linken Wange davon.
Beim Verband der Fechtmeister in Marburg durchlief er ab 1979 die Ausbildung zum Diplom-Fechtlehrer. 1980 folgten in Erlangen, Nürnberg und Bayreuth Weiterbildungen, die er mit dem Fechtmeisterbrief des VdF abschloss. 1980 wurde „der schnelle Pieper“ als Fechtmeister an der Universität Göttingen ein später Nachfolger des Göttinger Sachsen Hans von Goldacker (1910–1970). Die Akademie der Fechtkunst Deutschlands nahm ihn 1996 als Maître d‘académie d’armes internationale auf.

## Veröffentlichungen

### Anthropologie
- mit Ralf W. Schmitz: Schnittspuren und Kratzer – anthropogene Veränderungen am Skelett des Urmenschenfundes aus dem Neandertal. Vorläufige Befundaufnahme. In: Das Rheinische Landesmuseum Bonn, Berichte aus der Arbeit des Museums. 2/1992, S. 17–19.
- mit Wolfgang Bonte: Forensic-Archaeological Dating of Human Remains. In: Medicina Legalis Baltica. 7, 1996, S. 1922.
- Moorleichen. In: Reallexikon der Germanischen Altertumskunde. Band 20, Walter de Gruyter, Berlin / New York 2001, ISBN 3-11-017164-3, S. 222–229.
- Eine herausgehobene Persönlichkeit – nicht nur eine simple Nagelung. In: Ralf Wiechmann, G. Bräuer, K. Püschel (Hrsg.): Klaus Störtebeker. München 2003, S. 135–147.
- mit Britta Schlüter: Genagelte menschliche Schädel. In: Jost Auler (Hrsg.): Richtstättenarchäologie I. Dormagen 2008, ISBN 978-3-938473-07-8, S. 388–411.
- mit Ursula Koch, Kurt W. Alt, Christina Jacob, Frank Reiser, Peer Friedel, Andreas Pfeiffer und Friedel Werner: Franken in Heilbronn. Archäologische Funde des 6. und 7. Jahrhunderts. Heilbronn 1994, ISBN 3-930811-00-6.
- Der menschliche Schädel mit Nagelungsbefund aus Langenfeld/Rhld. In: Richtstättenarchäologie 2. Dormagen 2010, ISBN 978-3-938473-12-2.
- mit S. Schlager und U. Wittwer-Backofen: Execution and determent – Giving a face to the Langenfeld skull. In: Bulletin der Schweizerischen Gesellschaft für Anthropologie. 16, 2011, S. 63–70.
- mit E. Michler und A. Stauffer: Der genagelte menschliche Schädel aus Langenfeld. In: Textilien in der Archäologie. 2001, S. 105–113.
- Leibzeichen – Vergessene Rechtsdenkmäler. In: Richtstättenarchäologie III. 2012, ISBN 978-3-938473-17-7, S. 564–604.

### Experimentelle Archäologie
- Autopsie und Experimente zur Runeninschrift auf dem Goldreif von Pietroassa. In: Ergänzungsbände zum Reallexikon der Germanischen Altertumskunde. Band 37, Festschrift für Klaus Düwel, 2003, S. 595–646.
- Pietroassa. § 2. Runologisches a. Fund- und Forschungsgeschichte. Autopsie und Experimente. In: Reallexikon der Germanischen Altertumskunde, TI. 23, 2003, Sp. 153–155.
- mit E. Godehardt, J. Jaworski und H. M. Schellenberg: The reconstruction of Scythian bows. In: The Cutting Edge. Archaeological studies in combat and weaponry. 2007, S. 112–133.

### Fälschungen
- mit T. J. Maarleveld: Merkwaardige prehistorische beenfragmenten nogmals bekeken. In: Oudheidkundige Mededelingen uit het Rijksmuseum van Oudheden te Leiden. 64, 1983, S. 229–243.
- Anmerkungen zur Liebenauer Pinzette, zum Doijum-Knochen und zu den Deventer-Knochen. In: Nytt om Runer. 5, 1991, S. 10–12.
- Fälschungen – Nachweismethoden. In: Reallexikon der Germanischen Altertumskunde. Band 8, Lieferung 1/2, 1991, S. 107–111.
- mit Jürgen Thissen und Frank Musshoff: Das Mittelpaläolithikum vom Liedberg. In: Bonner Jahrbücher. 193, 1994, S. 221–233.
- mit Wolfgang Bonte, Thijs J. Maarleveld und A. J. T. Jull: Original or Fake? Qualifying Runic Inscriptions on Bone. In: Advances in Forensic Sciences. 3, 1995, S. 289–294.
- Die Gravuren im Kleinen Schulterloch: „Echt“ oder „falsch“? Überlegungen zum Problem ihrer Qualifikation und Datierung. In: Ergänzungsbände zum Reallexikon der Germanischen Altertumskunde. Band 51, Das futhark und seine einzelsprachlichen Weiterentwicklungen. 2006, S. 385–394.
- „Runen“ in Amerika. In: S. Burmeister, H. Derks, J. von Richthofen (Hrsg.): Zweiundvierzig. Festschrift für Michael Gebühr zum 65. Geburtstag. In: Internationale Archäologie – Studia honoraria. 2008, S. 339–350.
- mit Britta Schlüter und Jost Auler: Ein „Runenstein“ aus Dormagen-Stürzelberg, Rhein-Kreis Neuss – „Original“ oder „Fälschung“? In: Der Niederrhein. Zeitschrift des Vereins Niederrhein. Jg. 77 H. 1, 2010, S. 12–16.

### Forensische Osteologie
- mit W. Bonte: Gerichtsmedizin und Sachsenspiegel. In: Der sassen speyghel. Sachsenspiegel – Recht – Alltag. Archäologische Mitteilungen aus Nordwestdeutschland. Beiheft 10, Band 2, 1995, S. 423–432.
- mit W. Bonte: Medieval death penalties and their morphological correlates. In: Medicina Legalis Baltica. 7, 1996, S. 27–31.

### Paläografie
- mit Bernd Habermann: Viva in vin. In: Archäologie in Niedersachsen. 7, 2004, S. 82–85.
- mit B. Habermann: Gefäß des Weines. In: Archäologie in Niedersachsen. 9, 2006, S. 41–44.
- mit B. Habermann: Bernsteinperlen mit Runen aus Immenbeck. In: Archäologie in Niedersachsen. 14, 2011, S. 98–101.

### Runen
- Die Oldenburger Runenknochen. In: Runor och runinskrifter. Kungl. Vitterhets Historie och Antikvitets Akademiens Konferenser, Stockholm, 15, 1987, S. 221–244.
- The Bones with Runic Inscriptions from the Lower Weser River. In: Old English Runes and their Continental Background = Anglistische Forschungen. 217, 1991, S. 343–358.
- „Fluchweihe“ oder „Weihefluch“. Imitative Kampfesmagie bei den Germanen nach dem Zeugnis von Runeninschriften. In: Studien zur Sachsenforschung. 13, 1999, S. 303–324.
- Die Runenschnalle von Pforzen (Allgäu). Aspekte der Deutung. 2: Technologische Beobachtungen und runographische Überlegungen. In: Pforzen und Bergakker. Neue Untersuchungen zu Runeninschriften. 1999, ISBN 3-525-26231-0, S. 25–35.
- mit Gerhard Fingerlin und K. Düwel: Eine Runeninschrift aus Bad Krozingen. In: Ergänzungsbände zum RGA. Band 43, 2004, S. 224–265.
- Spong Hill. § 2. Spiegelrunen. RGA, Band 29, 2006, Sp. 380–382.
- mit A. Bauer: Die S-Fibel von Aschheim. Ein Beitrag zur Sprachgeschichte des Althochdeutschen. In: Amsterdamer Beiträge zur älteren Germanistik. Band 67, 2011, S. 23–44.
- mit Britta Schlüter-Pieper: Zum aktuellen Stand technologischer Möglichkeiten bei der mikroskopischen Dokumentation von Runeninschriften am Beispiel der Bügelfibel von Beuchte, Landkreis Wolfenbüttel. In: Schriftenreihe des Archäologischen Landesmuseums Schleswig, Ergänzungsreihe. Band 11, 2015, S. 333–346.

### Taphonomie
- mit Marion Brüggler: Zwei bemerkenswerte Bestattungen aus Ihlow. In: Archäologie in Niedersachsen. 9, 2006, S. 141–143.

### Sonstiges
- mit Matthias D. Schön: Symbole und Zeichen – Kunst und Handwerk in der Vorgeschichte des Elbe-Weser-Dreiecks. (= Führer zu Ausstellungen und Geländedenkmalen im Landkreis Cuxhaven. Heft 11). Bremerhaven 1991.
- Stratigraphie und Typologie – nutzbare archäologische Methoden im weiteren Umfeld der Rechtsmedizin. In: Zentralblatt Rechtsmedizin. 36, 1992, S. 325.
- mit W. Bonte: Archäologie und Rechtsmedizin. Forensische Osteologie. Anthropologie, Biomechanik, Klinik, Archäologie, Festschrift für Steffen Berg. In: Rechtsmedizinische Forschungsergebnisse. 10, 1995, S. 171–185.